# Le Festival
Le Festival (The Festival) est une nouvelle de Howard Phillips Lovecraft, publiée pour la première fois en janvier 1925 dans le magazine Weird Tales.
La nouvelle est écrite et achevée par Lovecraft dès octobre 1923.

## Résumé
Le narrateur revient dans la vieille maison familiale, à Kingsport dans le Massachusetts pour la fête familiale traditionnelle de Yule. Là, il voit le Necronomicon parmi un certain nombre de grimoires. Le narrateur commence à le lire jusqu'au moment de la cérémonie qui clôt le festival. Durant celle-ci, l'ouvrage est utilisé et adoré par les participants. Le narrateur devient fou et est interné à l'hôpital de l'université Miskatonic à Arkham. Son médecin, pour tenter de le soigner, lui montre l'exemplaire que détient la bibliothèque de l'université.
Il s'agit ici de la première mention d'une traduction en latin du Necronomicon par Olaus Wormius et de l'interdiction de cette version.